# Strada Statale 52 bis Carnica
Die Strada Statale 52 bis Carnica (kurz SS 52bis) ist eine italienische Staatsstraße in der Region Friaul-Julisch Venetien.
Sie führt von Tolmezzo über Zuglio, Arta Terme und Paluzza und dann hinauf zum Plöckenpass mit einer Seehöhe von 1360 Metern. Die 32,875 km lange Straße wurde 1976 fertiggestellt. Betreiber ist die ANAS.
Die SS 52bis ist die italienische Straße auf den Plöckenpass, die auf Kärntner Seite als Plöckenpass Straße nach Kötschach-Mauthen führt.
Nach einem Erdrutsch am 2. Dezember 2023 blieb die italienische Seite des Plöckenpasses und damit die SS 52bis auf den letzten etwa vier Kilometern bis zur Passhöhe über ein Jahr lang gesperrt. Erst nach umfangreichen Aufräum-, Sicherungs- und Wiederherstellungsmaßnahmen konnte die Strecke ab 25. Januar 2025 an den Wochenenden einspurig im Wechselverkehr wieder freigegeben werden. Am 14. April 2025 erfolgte eine uneingeschränkte Öffnung, die zwischen sechs Uhr morgens und 21 Uhr abends gilt.